# Te amb menta
El te amb menta (en àrab estàndard, شاي بالنعناع, xāy bi-n-naʿnāʿ; en àrab magribí التاي, it-tāy, o لأتاي, latāy; en amazic, ⴰⵜⴰⵢ, atay) és una beguda calenta feta de fulles de te verd de tipus gunpowder i fulles de menta, i té un paper central en la vida social del Magrib i l'Àfrica subsahariana.
Originari del Marroc, el consum de te amb menta s'ha estès pel Magrib, l'Àfrica subsahariana, França i l'Àfrica occidental a causa de la colonització i els fluxos de població.

## Consum
Tradicionalment, el te amb menta es consumeix durant tot el dia. Aquesta beguda té una gran quantitat de virtuts, especialment tòniques, digestives i diurètiques. Particularment, és la beguda de l'hospitalitat. A diferència de la cuina, feta per dones, el te és tradicionalment un «assumpte d'homes»; es preparat pel cap de família i el serveix al convidat, que no l'ha de refusar.

## Història
Encara que ara s'ha convertit en un element central de la vida social al Magrib, el te amb menta és, de fet, històricament bastant recent.
En un informe comercial del segle ix, Soliman, un comerciant àrab, relata les seves expedicions a la Xina i esmenta el te com una herba pràcticament sagrada, la importància de la qual és fonamental en la societat xinesa; és el rastre més antic escrit, fora dels texts xinesos, que tenim sobre el te. Passant per Pakistan, Iran, la Península aràbiga i Turquia, el te arriba fins a Egipte al voltant del segle xvi. Però el seu progrés s'atura aquí i no travessa el desert de Líbia.

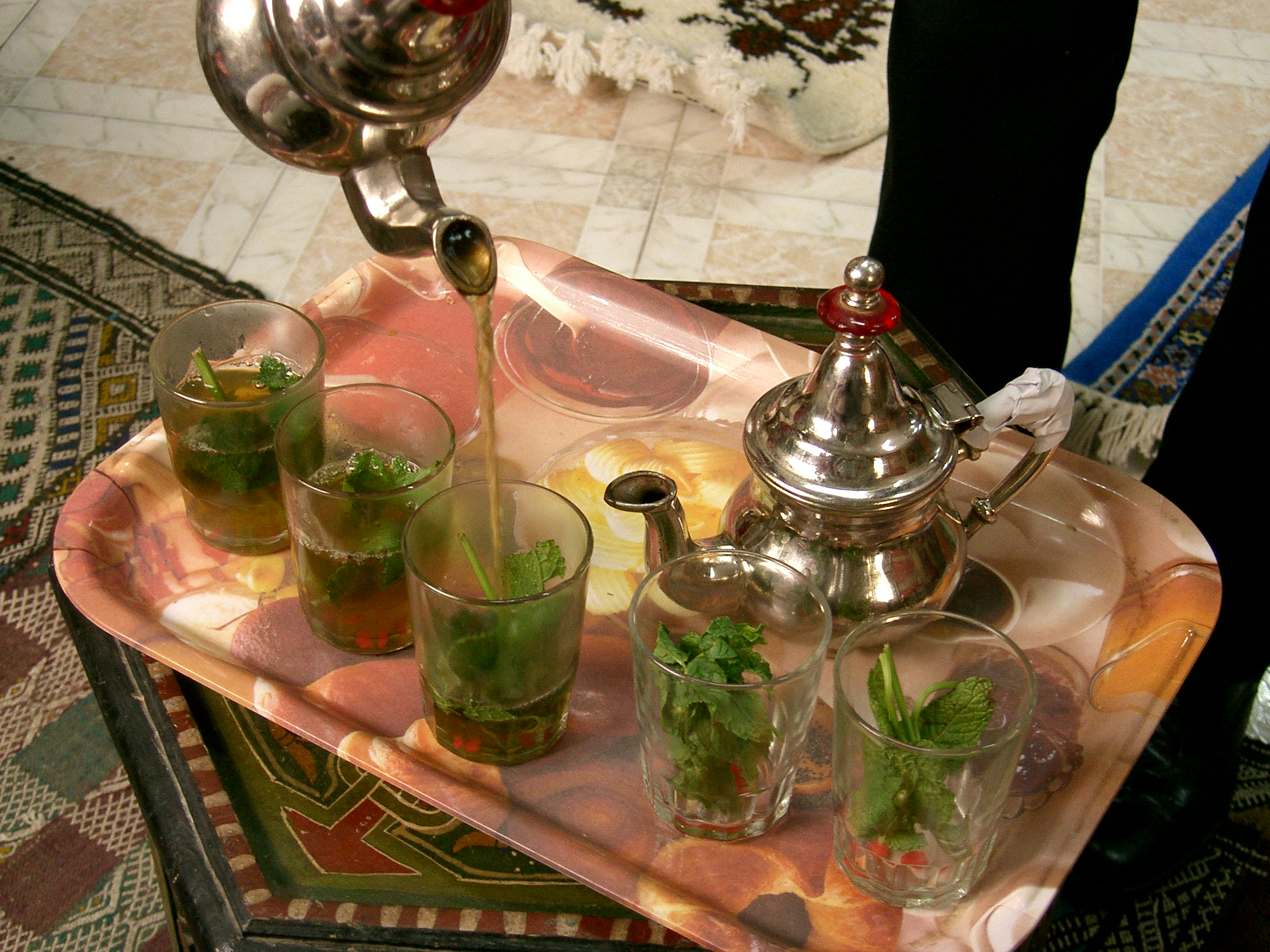
Te amb menta servit en una botiga de catifes de Tànger

El te verd xinès es va introduir per primera vegada al Magrib al segle xvii a la cort del sultà Mulay Ismail, però el seu ús no es va començar a difondre realment a la resta la població fins a finals del segle xviii, quan la Companyia britànica de les Índies Orientals va enviar als ports marroquins de l'Atlàntic grans quantitats de te verd. A mitjans del segle xix, s'introdueix al Marroc, en un moment en què els anglesos, davant la pèrdua dels mercats eslaus després de la guerra de Crimea, estaven buscant nous punts de venda. És al Marroc, i més precisament els ports d'Essaouria i Tànger, a on van anar a vendre les seves reserves. En aquest moment, les potències colonials van ampliar i modernitzaran la producció de te de les seves colònies asiàtiques.
Els britànics van introduir la cultura del te a l'Índia, els francesos la van estendre a Indoxina i els neerlandesos a Indonèsia. Aquesta expansió va augmentar considerablement la seva producció, el te va deixar de ser una mercaderia rara, el preu va disminuir i es va fer accessible a tots els segments de la població. La beguda més estesa al Magrib fins llavors era la infusió de fulles de menta, de vegades d'absenta. Sembla que el te va tindre una recepció favorable entre la gent, que el van barrejar amb les fulles de menta per a disminuir l'amargor del te sense alterar el seu gust o color.
A poc a poc, s'estableix una cerimònia i tot un folklore, així com uns oficis que es desenvolupen al voltant d'aquest nou consum que es converteixen en la beguda nacional per excel·lència. Tant és així que actualment, el te verd amb menta apareix, a primera vista, com una tradició inamovible que es remunta als inicis de la història. Gràcies a les poblacions nòmades, el te es va estendre ràpidament al Magrib, després a tota Àfrica Occidental i finalment a França, que era llavors la potència colonial.
Des de llavors, oferir te amb menta forma part de les normes de l'etiqueta, no només al Marroc, sinó també en altres països del Magrib. A cada regió, es prepara d'una manera lleugerament diferent: més o menys dolç, amb pinyons com a Tunísia, amb una fulla de menta al got... tots van fer la seva pròpia recepta.

## Preparació i servei

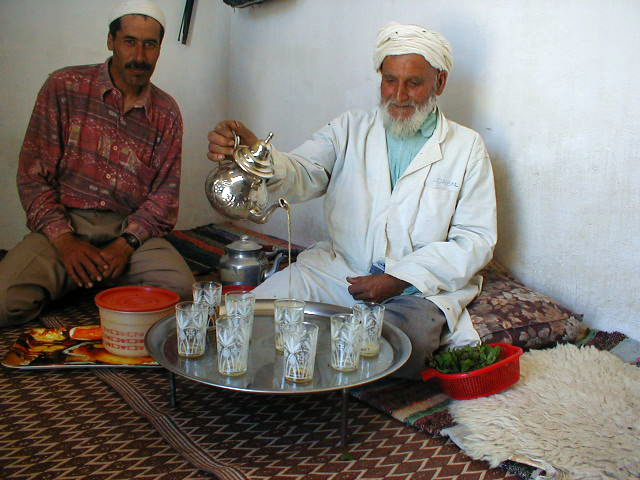
Un amfitrió marroquí que serveix te als seus convidats

La seva preparació i el seu gust varien segons les regions del Magrib però, per regla general, en les regions del sud del Marroc té un gust més intens. Substitueix el cafè. En algunes zones, s'afegeix pinyons, sàlvia, verbena, mel, canyella, etc.
En general, s'usa una tetera de forma particular, però pot usar-se qualsevol altra. El te emprat és te verd de tipus gunpowder, que es reconeix fàcilment perquè les seves fulles seques es presenten en forma de petites boles, de la mida d'un perdigó, que s'obren després en contacte amb l'aigua calenta. La menta utilitzada és generalment fulles fresques de menta nanah (نعنع), comuna al Magrib. A més, especialment a l'hivern, quan la menta és escassa, de vegades és substituïda per fulles d'absenta (chiba o ch'hiba en àrab magrebí), que donen al te una amargor molt pronunciada.
Els passos a seguir per la seva preparació són:
- Escaldar amb aigua bullent l'interior de la tetera per treure-li tot gust metàl·lic.
- Afegir el te, calculant una cullerada petita per persona i una més «per a la tetera» (aquesta proporció és variable segons els gustos).
- Afegir aigua bullent. Esperar uns segons, no més d'un minut, i tirar l'aigua; d'aquesta manera el te es «renta», llevant-li el gust amarg. Aquesta aigua, anomenada «l'esperit del te» es reserva per afegir-la al servei final.
- Tornar a afegir aigua bullent, un manat de menta (un bon grapat, no unes fulles) i sucre al gust. Tradicionalment sol estar bastant ensucrat, més a les zones rurals que les urbanes, i més en unes regions que en unes altres. El sucre emprat és blanc, de tipus qaleb, és a dir, en bloc, o, si no en terrossos, encara que pot usar-se sucre solt. Els serveis tradicionals de te inclouen un petit martell per tallar els trossos del bloc de sucre.
- De vegades, es posa la tetera al foc perquè doni un bull. El te és llavors més fort i amarg.
- La barreja no es remou amb una cullera, sinó vessant el te en un got i tornant-lo a abocar a la tetera, diverses vegades fins que estigui barrejat. Llavors es prova i es rectifica d'ingredients.
- Es serveix vessant-lo des de certa alçada, de manera que el vas presenti una lleugera corona d'escuma al got; així, el te així s'oxigena i es potencia el seu sabor. La presència de l'escuma es considera un signe d'una infusió ben feta.

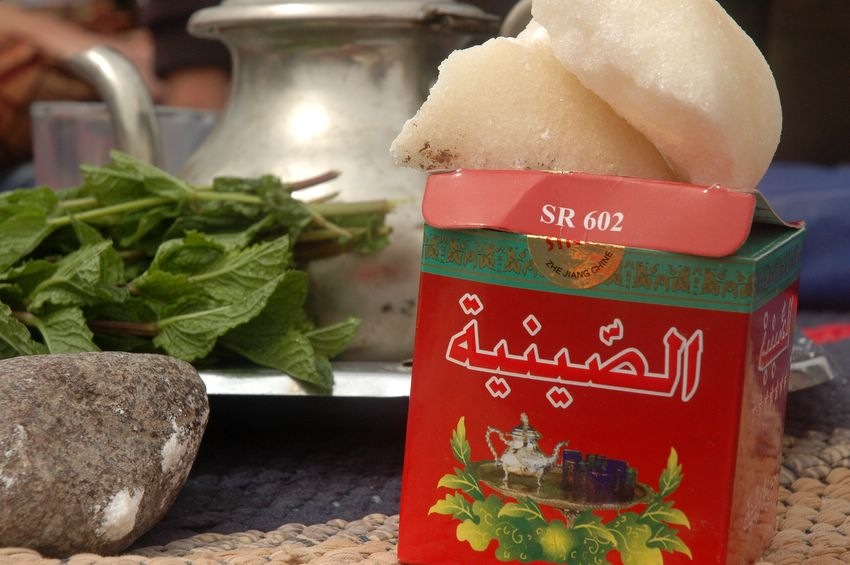
Preparar els ingredients
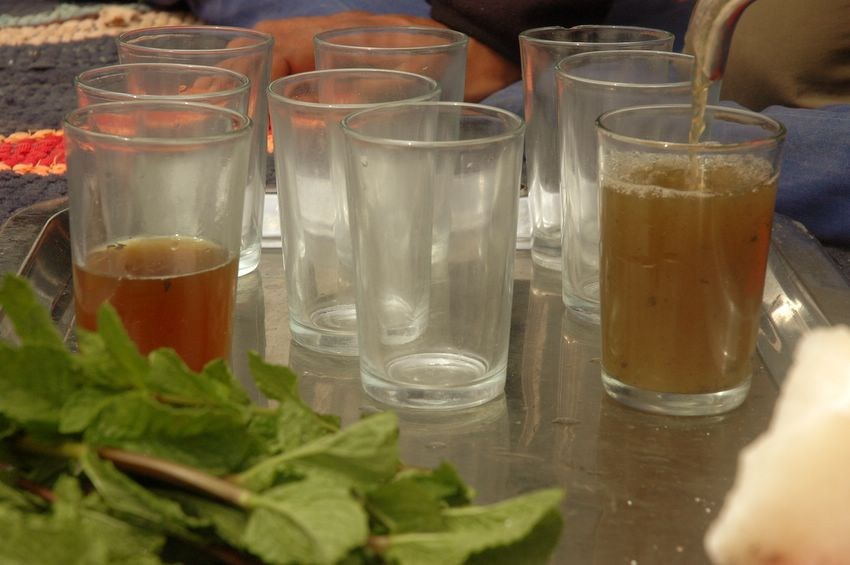
Netejar el te
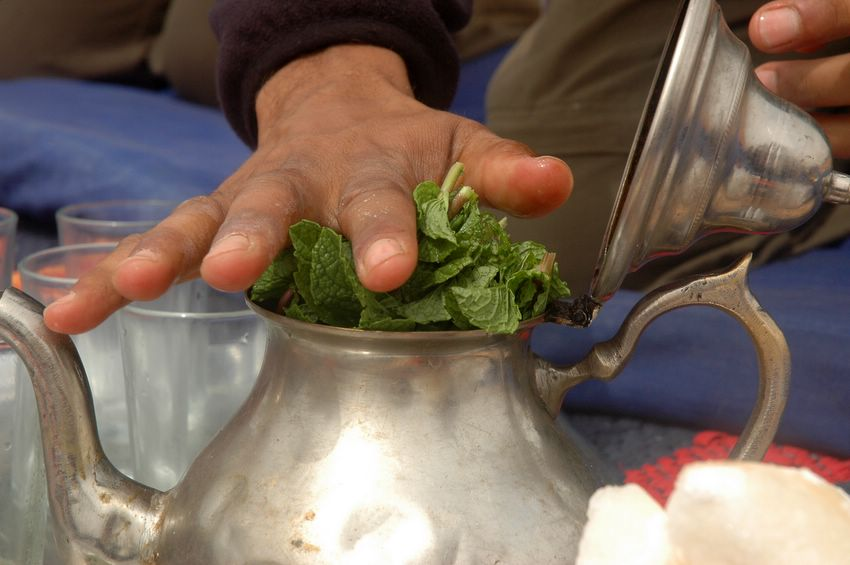
Afegir la menta fresca
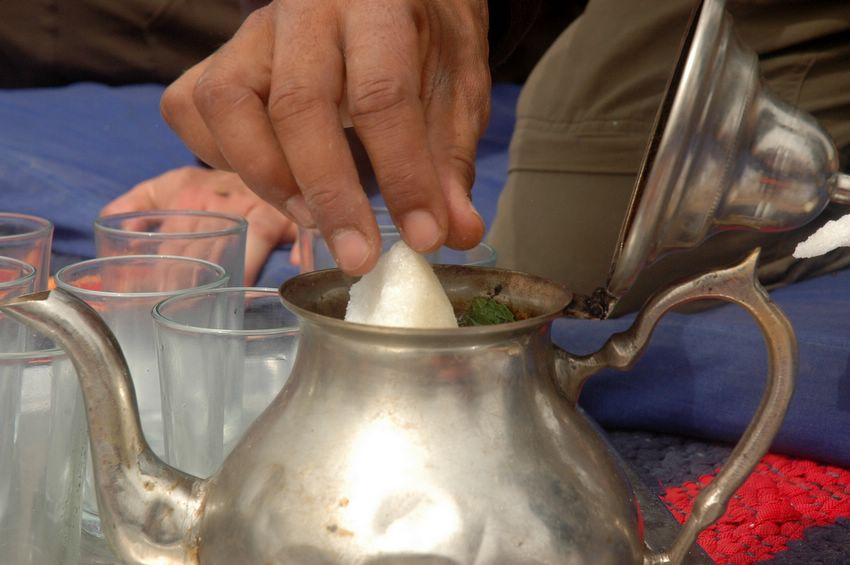
Afegir sucre
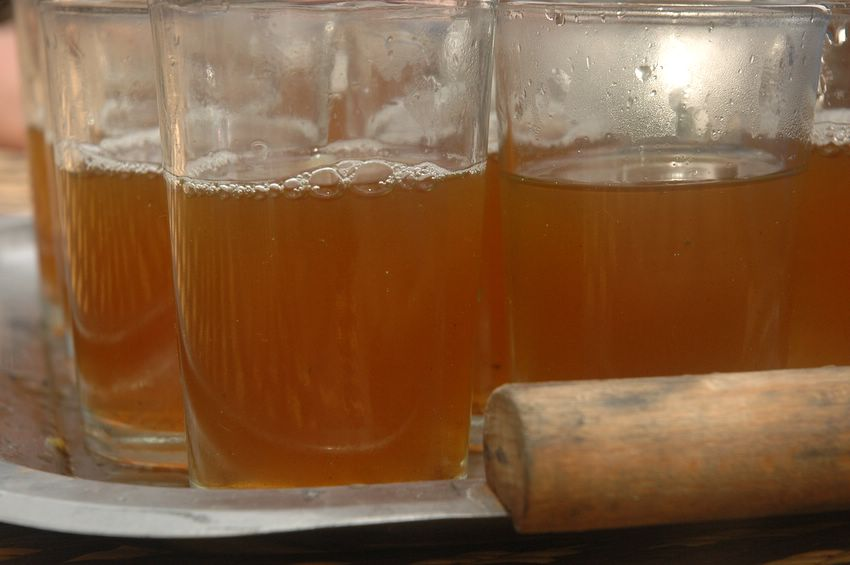
Degustar

A Espanya i al sud de França també es prepara una infusió semblant, però sol ser una beguda freda, mentre que al Magrib és una beguda molt calenta.
Una forma alternativa de preparar-ho és no posar la menta a la tetera sinó en el got, i afegir després el te. En aquest cas els gots emprats són més grans que els gots habitualment petits que s'empren amb les teteres.

Tradicionalment, el te se serveix tres vegades. La particularitat del seu servei es deu al fet que conservem les fulles de te i de la menta a la tetera. Així, en cada servei, la beguda obté canvis de sabor i aparença (dolç i lleuger al principi, equilibrat al segon, i molt astringent i amarg al tercer).
| «                              | El primer got és tan dolç com la vida. El segon és tan fort com l'amor. El tercer és tan amarg com la mort. | » |
| — Proverbi tuareg sobre el te. | |   |